# Tożsamość seksualna
Tożsamość seksualna (ang. sexual identity lub sexual orientation identity) – aspekt tożsamości obejmujący samoidentyfikację, samoopis i subiektywne przeżycia w obszarze seksualności; sposób odpowiedzi na takie pytania, jak „do kogo czuję romantyczny lub seksualny pociąg”. Może również odnosić się do tożsamości orientacji seksualnej, czyli identyfikacji z którąś, lub żadną, orientacją seksualną. Tożsamość seksualna, orientacja seksualna i zachowania seksualne są blisko związanymi terminami. Niektórzy autorzy stosowali je zamiennie, a inni proponowali je odróżniać; tożsamość odnosi się do indywidualnej koncepcji siebie, zachowanie odnosi się do faktycznych czynności seksualnych podejmowanych przez daną osobę, a orientacja seksualna odnosi się do romantycznego lub seksualnego pociągu wobec osób płci przeciwnej, tej samej płci, obu płci lub nikogo.
Historyczne modele tożsamości seksualnej skupiały się na jej rozwoju jedynie u mniejszości seksualnych, natomiast nowocześniejsze modele postrzegają ten proces jako o wiele bardziej uniwersalny i próbują przedstawić tożsamość seksualną w ramach szerszego zakresu innych podstawowych teorii i procesów powstawania tożsamości.

## Definicje
Tożsamość seksualna została opisana jako składnik tożsamości jednostki, który odzwierciedla jej koncepcję własnej seksualności. Integracja poszczególnych elementów tożsamości (np. moralnej, religijnej, etnicznej, zawodowej) w wielowymiarową całość jest opisywana jako ważna w procesie normalnego rozwoju.
Tożsamość seksualna może się zmieniać w ciągu całego życia jednostki i może nie być dostosowana do płci biologicznej, zachowania seksualnego lub rzeczywistej orientacji seksualnej. W 1990 r. w badaniu przeprowadzonym przez Social Organization of Sexuality jedynie 16% kobiet i 36% mężczyzn deklarujących pewien poziom zainteresowania tą samą płcią opisywało swoją tożsamość jako homoseksualną lub biseksualną.
Tożsamość seksualna jest ściślej związana z zachowaniami seksualnymi niż orientacja seksualna. To samo badanie wykazało, że 96% kobiet i 87% mężczyzn z tożsamością homoseksualną lub biseksualną angażowało się w aktywność seksualną z osobą tej samej płci, w przeciwieństwie do 32% kobiet i 43% mężczyzn, którzy byli zainteresowani osobami tej samej płci. Po zapoznaniu się z wynikami, organizacja skomentowała: „Rozwój samoidentyfikacji jako homoseksualista lub gej jest stanem złożonym psychologicznie i społecznie, co w tym społeczeństwie osiąga się tylko z upływem czasu, często z dużą walką osobistą i wątpliwościami, nie mówiąc już o dyskomforcie społecznym”.

## Rozwój
Większość badań nad rozwojem tożsamości orientacji seksualnej koncentruje się na rozwoju tych osób, których pociąga ta sama płeć. Wiele osób, które odczuwają pociąg do osób własnej płci, ujawnia się (ang. come out, od „wyjść z szafy”) w pewnym momencie swojego życia. Coming out jest opisany w trzech fazach. Pierwsza to faza „poznania siebie” i uświadamiania sobie, że jest się seksualnie i emocjonalnie zainteresowanym osobami tej samej płci. Jest to określane często jako wewnętrzny coming out i może wystąpić w dzieciństwie lub w okresie dojrzewania, jednak czasami dopiero w wieku 40 lat lub później. Druga faza polega na podjęciu decyzji o ujawnieniu się innym, np. rodzinie, przyjaciołom i/lub kolegom, podczas gdy trzecia faza polega na otwartym życiu jako osoba nieheteroseksualna. Obecnie w Stanach Zjednoczonych ludzie często robią to podczas nauki w szkole średniej lub na studiach. W tym wieku mogą nie ufać innym i nie prosić ich o pomoc, zwłaszcza gdy ich orientacja nie jest akceptowana w społeczeństwie.
Niektóre osoby mające trudność z zaakceptowaniem własnych zainteresowań seksualnych mogą zdecydować się na aktywne zdystansowanie się od identyfikacji z mniejszością seksualną, co skutkuje odmienną tożsamością seksualną od ich faktycznej orientacji seksualnej. Tożsamość orientacji seksualnej, ale nie orientacja seksualna, może się zmieniać za pomocą psychoterapii, grup wsparcia i wydarzeń życiowych. Osoba, która ma skłonności homoseksualne, może się identyfikować na różne sposoby. Poszczególna jednostka może zaakceptować tożsamość LGB, rozwinąć tożsamość heteroseksualną, odrzucić tożsamość LGB, decydując się na identyfikację jako „były gej” lub powstrzymać się od sprecyzowania tożsamości seksualnej.